# Nathaniel Bacon (jésuite)
 (décembre 2024).
Si vous disposez d'ouvrages ou d'articles de référence ou si vous connaissez des sites web de qualité traitant du thème abordé ici, merci de compléter l'article en donnant les références utiles à sa vérifiabilité et en les liant à la section « Notes et références ».
Nathaniel Bacon, mieux connu sous le pseudonyme de Nathaniel Southwell, est un jésuite et écrivain anglais.

## Biographie
Né à Sculthorpe, il fit profession en 1624, et, vingt-cinq ans après, fut nommé secrétaire du général de son ordre, place qu’il occupa pendant dix-sept ans. Il mourut, à Rome, en 1676. Ce fut dans l’année de sa mort qu’il publia la continuation de la Bibliothèque des jésuites, commencée par Ribadeneyra et par Alegambe. Cette nouvelle édition parut sous ce titre : Bibliotheca scriptorum societatis Jésus, opus, inchoatum à B. P. Petro Ribadeneira et productum ad annum 1609 ; continuatum a Philippe Alegambe ad annum 1643, recognitum et productum ad annum 1675 a Nathanaelo Sotwello, Rome, 1676, in-fol. Southwell n’avait pas les talents d’Alegambe pour cette sorte d’ouvrages ; il ne parle pas de divers écrits sortis de la société sous des noms anonymes et pseudonymes, et qui causèrent du scandale lorsqu’ils parurent, tels que le Faux Smith, le Faux Of-Jèsus, l’Apologie des casuistes, etc. Cependant Southwell en avait connaissance ; car il dit que son silence doit être regardé comme un désaveu de la société. Quoiqu’il y cite aussi les écrivains jésuites encore vivants à l’époque où il écrivait, il ne s’y est point donné d’article. Du reste, son ouvrage, qui est écrit sans affectation, est bien moins exact que celui d’Alegambe, dont il n’a pas corrigé les fautes. Il a été continué depuis[réf. nécessaire].